# Fast & Furious (soundtrack)
Fast & Furious: Original Motion Picture Soundtrack is de originele soundtrack van de film Fast & Furious. Het album werd uitgebracht op 31 maart 2009 door Interscope Records.
Het album bevat muziek van verschillende artiesten die in de film zijn gebruikt. Op de meesten nummers is rapper Pitbull te horen.

## Nummers
1. Bang - Rye Rye & M.I.A. (3:33)
2. G-Stro - Busta Rhymes (3:42)
3. Loose Wires - Kenna (3:47)
4. Blanco - Pitbull & Pharrell (3:22)
5. Krazy - Pitbull & Lil Jon (3:52)
6. You Slip, She Grip - Pitbull & Tego Calderón (3:13)
7. Head Bust - Shark City Click (3:56)
8. Bad Girls - Pitbull & Robin Thicke (4:04)
9. Virtual Diva - Don Omar (4:01)
10. La Isla Bonita - Tasha (3:46)
11. Blanco (The Spanish Version) - Pitbull & Pharrell (3:22)

## Hitnoteringen
| Hitlijst                               | Hoogste positie |
| -------------------------------------- | --------------- |
| Australische albums (ARIA)             | 37              |
| Duitse albums (Offizielle Top 100)     | 35              |
| Franse albums (SNEP)                   | 120             |
| Mexicaanse albums (Top 100 Mexico)     | 15              |
| Oostenrijkse albums (Ö3 Austria)       | 9               |
| Vlaamse albums (Ultratop)              | 49              |
| Waalse albums (Ultratop)               | 84              |
| Zwitserse albums (Schweizer Hitparade) | 25              |

## Fast & Furious (Original Motion Picture Score)
Fast & Furious: Original Motion Picture Score is de tweede soundtrack van de film Fast & Furious. Het album werd uitgebracht op 1 april 2009 door Varèse Sarabande.
Het album bevat alleen de originele filmmuziek van Brian Tyler, waarvan ruim 78 minuten is terug te vinden op het album.

## Nummers
1. Landtrain (6:25)
2. Fast and Furious (2:10)
3. The Border (3:21)
4. Letty (2:13)
5. The Tunnel (3:35)
6. Amends (2:46)
7. Dom vs Brian (6:51)
8. Hanging With Dom (2:29)
9. Suite (4:02)
10. Revenge (2:32)
11. Accelerator (2:04)
12. Vaya Con Dios (2:00)
13. In the Name of the Father (4:20)
14. Outta Sight (2:59)
15. Brian and Mia (3:18)
16. Tracer (2:04)
17. Letty's Cell Phone (3:44)
18. Real Drivers (2:30)
19. Fate (4:28)
20. The Exchange (4:15)
21. No Goodbyes (1:23)
22. Vengeance (2:57)
23. Memorial (1:42)
24. The Showdown (2:05)
25. Judgment (1:48)